# Hermann Franke (Ingenieur, 1870)

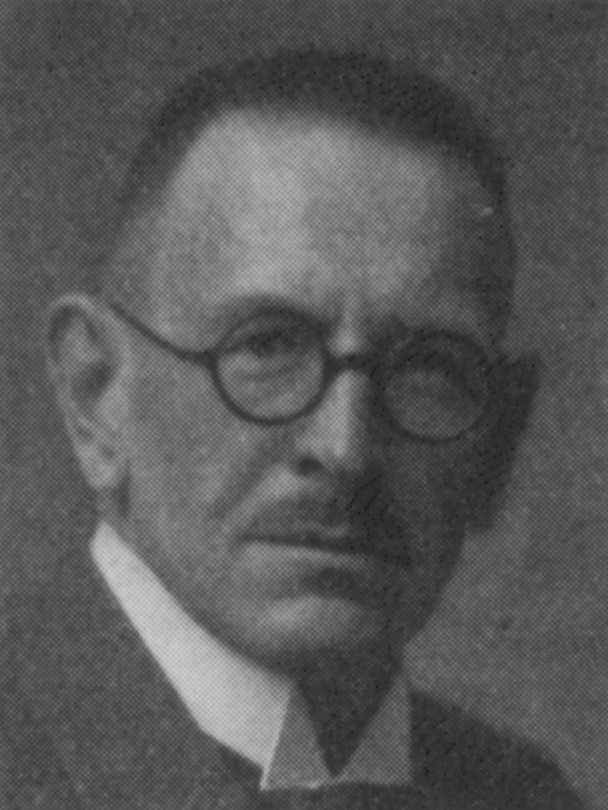
Hermann Franke

Robert Maximilian Hermann Franke (* 13. Februar 1870 in Nürnberg; † 3. Juni 1925 in Göttingen) war ein deutscher Ingenieur und Hochschullehrer. 

## Leben
Franke arbeitete ab 1895 als Ingenieur bei der Österreichischen Nordwest-Dampfschiffahrts-Gesellschaft in Dresden, bevor er 1899 Konstruktionsingenieur an der TH Berlin wurde. Im Jahr darauf ging er wieder nach Dresden zurück, wo er bei der Dresdner Maschinenfabrik und Schiffswerft AG arbeitete. Von 1903 bis 1911 war er dann ordentlicher Professor für Maschinenbau an der TH Braunschweig, bevor er 1911 an die TH Hannover wechselte. Den Ersten Weltkrieg machte Franke im Heeresdienst mit. 1918 war er Mitglied des Reichskohlenrats. Nach dem Krieg war er an der TH Hannover Vorstand des Maschinenlaboratoriums und des Kraft- und Heizwerks sowie des Instituts für Dampf- und Feuerungstechnik.